# Глибоке горло (секс)

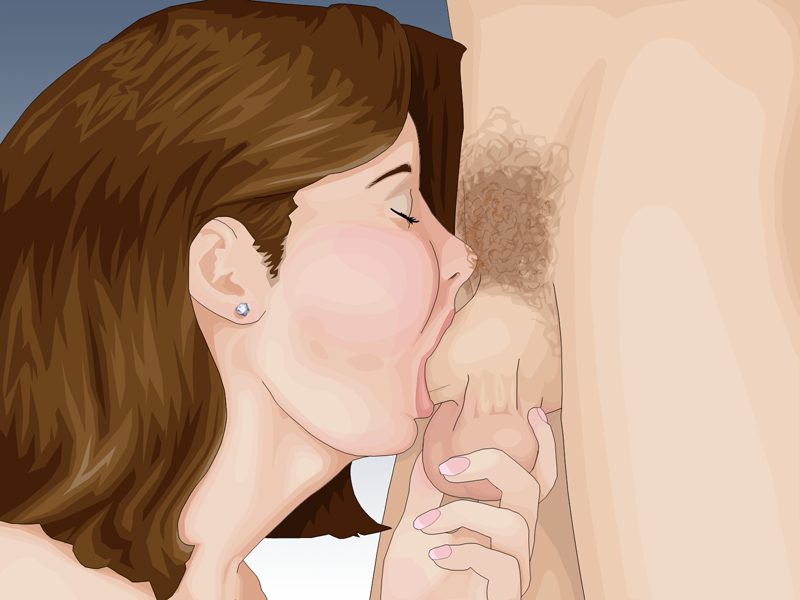
Жінка виконує «глибоке горло»

Глибокий мінет або ж дослівно Глибо́ке го́рло (англ. Deep Throating) — варіант мінета, коли ерегований член береться в рот і в горло приймаючого партнера на всю його довжину не менше 10-15 см. Приймаючий партнер здійснює фрикції, коли статевий член пасивно стимулюється не тільки язиком та губами, як у звичайному мінеті, але й горлом.

## Техніка

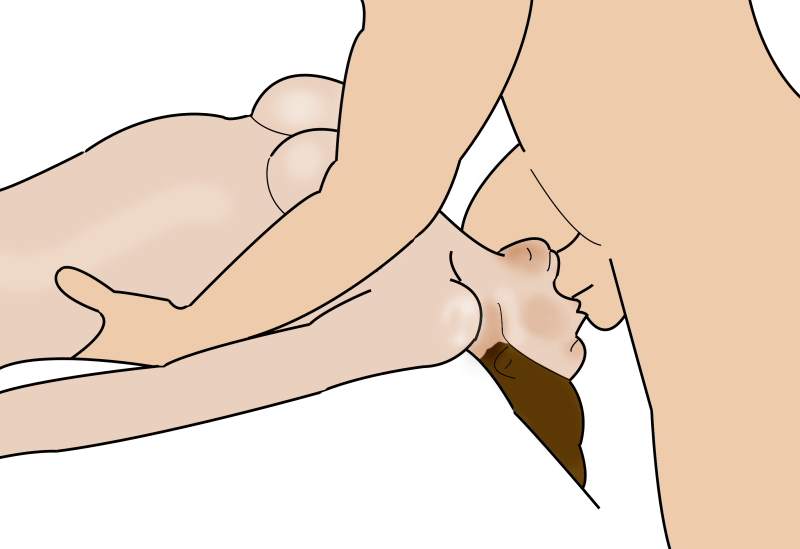
Жінка закинула голову назад для приймання пеніса

Техніка і термін стали популярними завдяки порнографічному фільму 1972 року "Глибоке горло". Як правило, людина, яка отримує фелляцію, контролює ситуацію. Для глибокого горла пеніс повинен бути достатньо довгим, щоб він міг досягти задньої стінки горла того, хто дає.
Сексологи підкреслюють відмінність цієї форми орального сексу від близької йому іррумації, коли фрикції виконує сам чоловік шляхом активних поштовхових рухів свого статевого члена в ротову порожнину та горло приймаючого партнера. Так само, як при фелляції, іррумацію виконують для викликання оргазму у чоловіка та досягнення ним сім'явипорскування. Це може застосовуватися як підготовка до вагінального або анального сексу. Однак, якщо порівнювати з менш агресивною феляцією, приймаючий партнер може відчувати певні труднощі при іррумації в ротову порожнину й горло. Зокрема, почуття насильства, почуття фрустрації, виникнення неприємних рефлексів, вдихання слини, поява мимовільних блювотних рефлексів, утруднення дихання тощо.
При «глибокому мінеті» приймаючий партнер сам регулює глибину проникнення статевого члена і може припинити його стимуляцію при виникненні мимовільного блювотного рефлексу, при нестачі повітря або при втомі.
Глибоке заковтування призводить до зовсім іншого виду оральної стимуляції, ніж звичайна фелляція: під час глибокого заковтування рух язика обмежений, і смоктання стає неможливим; голівка може інтенсивно стимулюватися за рахунок стиснення глотки.

## Позиція
Позиція грає важливу роль у виконанні «глибокого горла». Для глибокого мінету кут роту та горла повинні бути розширені в пряму лінію. Тому зручною є позиція, коли приймаючий партнер лежить на ліжку, його голова опущена назад, рот відкритий. Зручною вважається також позиція «69».